# Hirschegg
Hirschegg è una frazione di 653 abitanti del comune austriaco di Hirschegg-Pack, nel distretto di Voitsberg, in Stiria. Già comune autonomo, il 1º gennaio 2015 è stato fuso con l'altro comune soppresso di Pack per costituire il nuovo comune, del quale Hirschegg è il capoluogo.
Durante la seconda guerra mondiale Hirschegg fu sede di internamento nazista in cui furono trasferiti il generale Giorgio Carlo Calvi di Bergolo, genero del re d'Italia Vittorio Emanuele III, alcuni membri della famiglia reale, il capo della polizia Carmine Senise e lo statista lucano Francesco Saverio Nitti, dopo essere passato dal lager di Itter.